# Savage X Fenty
Savage X Fenty é uma linha de lingerie criada por Rihanna. Fundada em 2018, a marca tem um programa de membros.

## História
Savage X Fenty é uma joint venture entre Rihanna e o TechStyle Fashion Group. A marca foi criada com intuito de ser acessível para pessoas de todas as medidas e com cores diferentes que combinem com seus tons de pele.

Foi importante para mim ultrapassar os limites, mas também criar uma linha em que as mulheres possam se ver. Quero fazer com que as pessoas tenham uma boa aparência e se sintam bem e se divirtam brincando com estilos diferentes.— Rihanna, em um comunicado à imprensa em 2018.

## Desfiles de moda
O primeiro desfile da marca foi realizado no Brooklyn Navy Yard em 2019, como parte da New York Fashion Week. O segundo desfile, Savage X Fenty Show Vol. 2, foi transmitido no Amazon Prime Video em 2 de outubro de 2020. O programa apresentou sobreviventes negros do câncer de mama como parte do Mês de Conscientização do Câncer de Mama e para beneficiar a Fundação Clara Lionel.